# Loraine (Dakota du Nord)
Pour les articles homonymes, voir Lorraine (homonymie).
La ville de Loraine est située dans le comté de Renville, dans l’État du Dakota du Nord, aux États-Unis. Sa population s’élevait à 9 habitants lors du recensement de 2010, estimée à 8 habitants en 2018.
Loraine fait partie de l’agglomération de Minot.

## Histoire
Loraine a été fondée en 1907.

## Démographie
| 1920 | 1930 | 1940 | 1950 | 1960 | 1970 |
| ---- | ---- | ---- | ---- | ---- | ---- |
| 74   | 92   | 74   | 70   | 54   | 33   |

| 1980 | 1990 | 2000 | 2010 | - | - |
| ---- | ---- | ---- | ---- | - | - |
| 21   | 15   | 19   | 9    | - | - |

## Source
- (en) Cet article est partiellement ou en totalité issu de l’article de Wikipédia en anglais intitulé « Loraine, North Dakota » (voir la liste des auteurs).